# Myocron striatum
Myocron striatum är en stekelart som beskrevs av Van Achterberg 1991. Myocron striatum ingår i släktet Myocron och familjen bracksteklar. Inga underarter finns listade i Catalogue of Life.